# Pelmatochromis buettikoferi
Pelmatochromis buettikoferi es una especie de peces de la familia Cichlidae en el orden de los Perciformes.

## Morfología
Los machos pueden llegar alcanzar los 16,4 cm de longitud total.

## Hábitat
Es una especie de clima tropical que vive entre 24 °C-26 °C de temperatura.

## Distribución geográfica
Se encuentran en África: desde el río Casamance (Senegal) hasta el río St.. John (Liberia ).